# Wattbach (Sitter)
Der Wattbach ist ein gut fünf Kilometer langer rechter Zufluss der Sitter, der überwiegend entlang der Kantonsgrenze von St. Gallen und Appenzell Ausserrhoden verläuft.

## Namen
Der Name Wattbach stammt vom Jonenwatt, der Stelle bei der Liebegg, an der früher auf dem Weg von St. Gallen nach Teufen der Bach durchwatet werden musste.  

## Geographie

### Verlauf

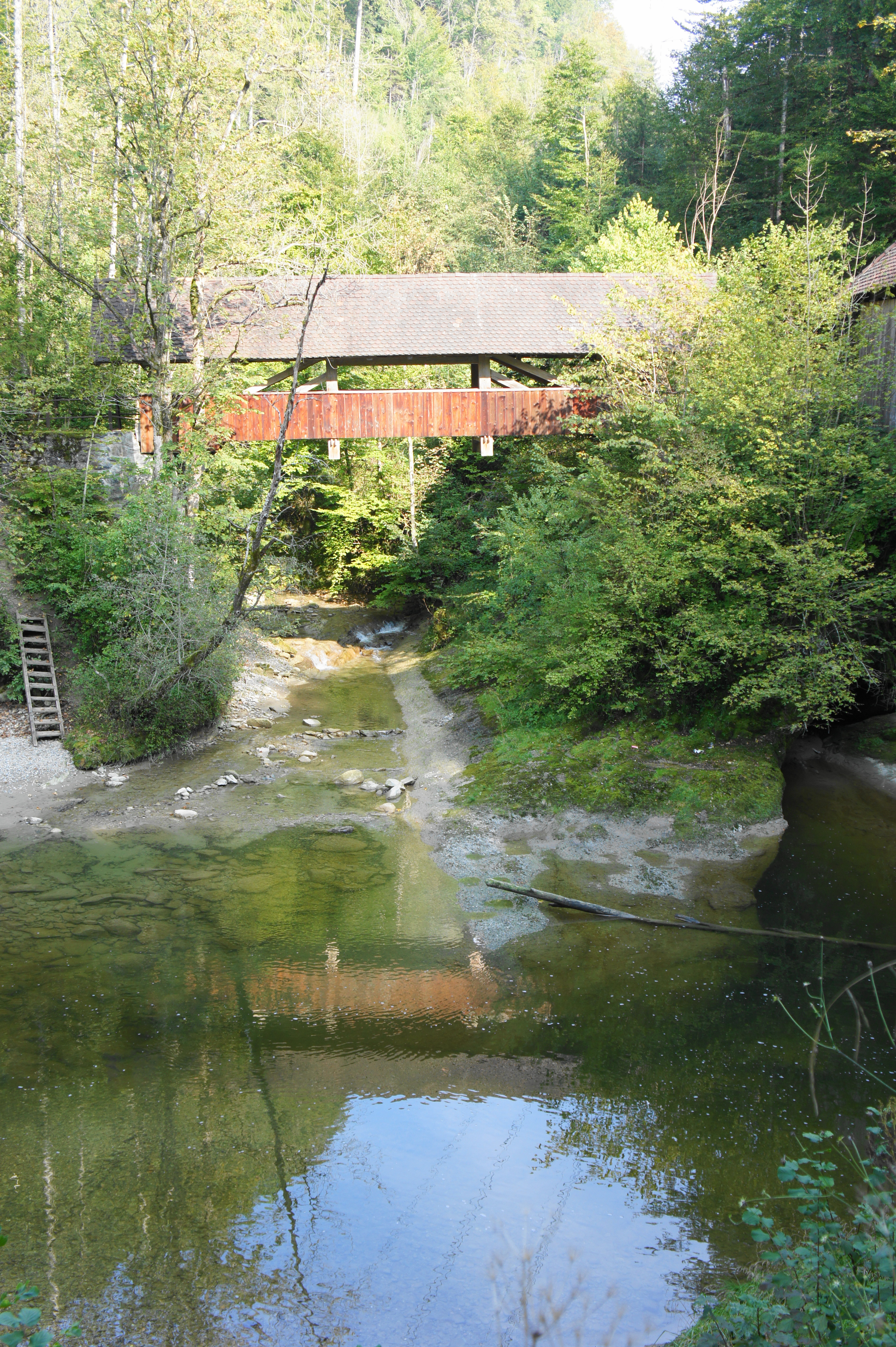
Mündung des Wattbachs in die Sitter bei «Zweibruggen».

Der Wattbach entspringt in der Stadt St. Gallen beim Stueleggwald am Eggenhang auf ca. 925 m ü. M. oberhalb von St. Georgen. Mit Ausnahme der ersten wenigen hundert Meter bildet der Bach die Kantonsgrenze zwischen St. Gallen und Appenzell Ausserrhoden.
Der Bach fliesst im Brandtobel zur Liebegg im Riethüsli, wo er unter der Teufenerstrasse und den Geleisen der Appenzeller Bahnen hindurch weiter durch den Wattwald führt und schliesslich bei Zweibruggen im Quartier Bruggen auf einer Höhe von ungefähr 600 m ü. M. von rechts in die Sitter mündet.
Der 5,262 km lange Lauf des Wattbachs endet ungefähr 388,5 Höhenmeter unterhalb seiner Quelle, er hat somit ein mittleres Sohlgefälle von etwa 74 ‰.

### Einzugsgebiet
Das 5,95 km² grosse Einzugsgebiet des Wattbachs wird durch ihn über die Sitter, die Thur und den Rhein zur Nordsee entwässert.
Es besteht zu 47,5 % aus bestockter Fläche, zu 39,3 % aus Landwirtschaftsfläche, zu 12,4 % aus Siedlungsfläche und zu 0,8 % aus unproduktiven Flächen.
Die Flächenverteilung
Die mittlere Höhe des Einzugsgebietes beträgt 831,7 m ü. M., die minimale Höhe liegt bei 623 m ü. M. und die maximale Höhe bei 1015 m ü. M.

## Hydrologie
Bei der Mündung des Wattbachs in die Sitter beträgt seine modellierte mittlere Abflussmenge (MQ) 180 l/s. Sein Abflussregimetyp ist pluvial supérieur und seine Abflussvariabilität beträgt 24.